# Diphyus delicatus
Diphyus delicatus là một loài tò vò trong họ Ichneumonidae.